# 腈纶

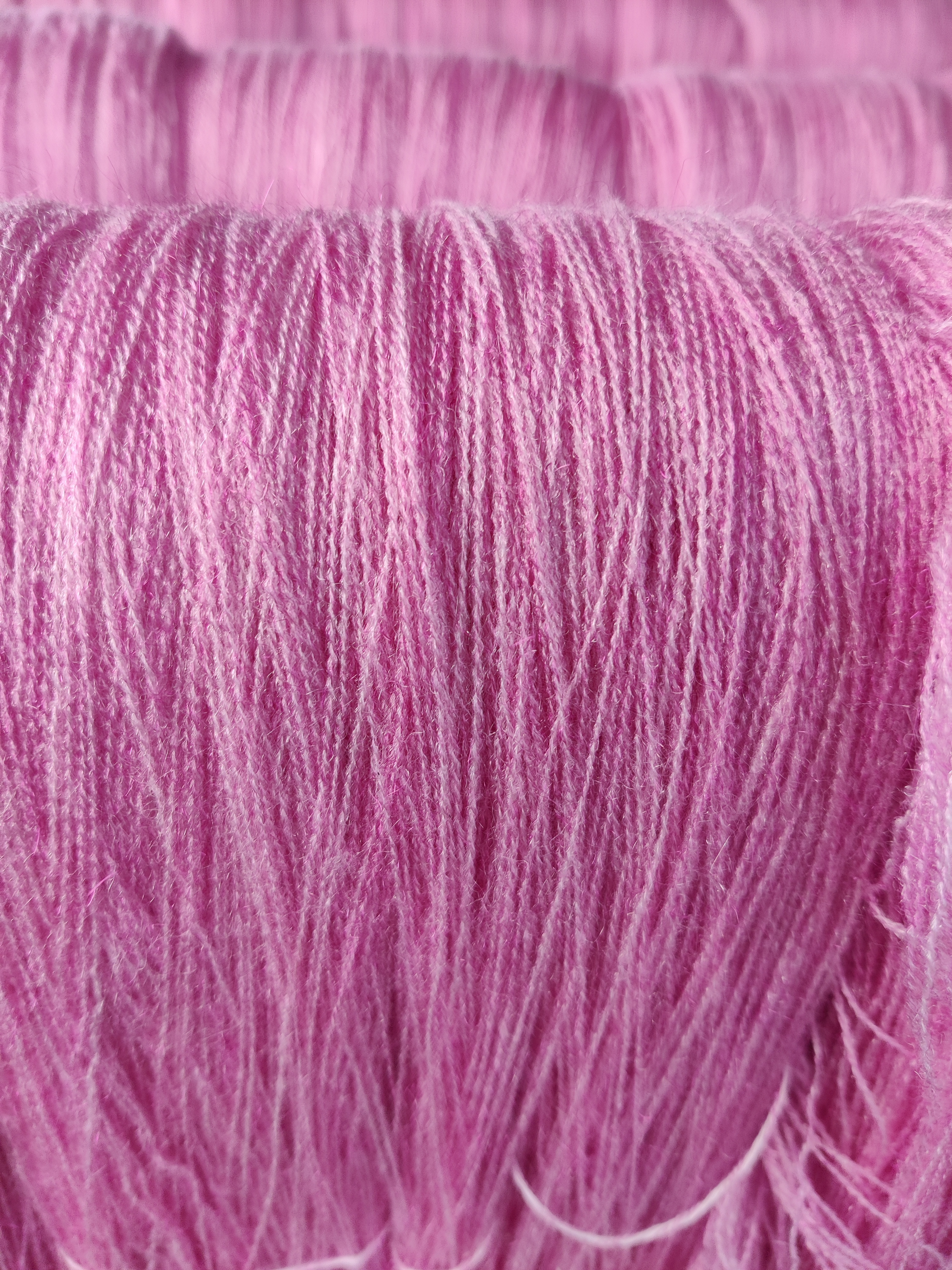
腈纶

腈纶（Acrylic fiber）是一种合成纖維，主要成分是分子量约为100,000的聚丙烯腈。腈纶的单体至少含有85%的丙烯腈，并且添加有其他单体共聚，常选用的共聚分子有乙酸乙烯酯和丙烯酸甲酯。腈纶由杜邦公司首次于1941年合成，其商标命名为Orlon。但是量产是在1950年代以后。腈纶的特性是结实并且保暖，因此用于用作毛衣、运动服、靴子和手套衬里的布料，以及家具面料和地毯。首先制成腈纶长丝，然后切割成类似于羊毛的的短纤维，再纺成纱线。
改性腈纶（Modacrylic）是一种的改性丙烯腈纤维，其丙烯腈单体比例在35％至85％之间，可根据特殊用途选择共聚单体。例如，若需制造阻燃的纤维，可选的共聚单体有氯乙烯，二氯乙烯或溴乙烯等。 改性聚丙烯腈的用途包括人造毛皮，假发和防护服等。

## 生产
腈纶由水相自由基聚合反應生产。常用溶剂有DMF或硫氰酸钠水溶液。凝胶状的产物通过多孔纺丝板，得到的长丝凝结在相同的溶剂中（称为湿法纺丝），或者经过加热的惰性气流（干法纺丝），得到的产品纤维重在0.9至15 D之间，成品切割成捆或500K-1M纤维束。除了衣物和其它布料用途，还作为合成碳纤维的前体。

## 用途
腈纶质地柔软，并且保暖性好，质感类似羊毛。经机器处理的腈纶还可以用来仿制棉花等其它天然纤维材料。经染色腈纶面料耐光性好。与其他合成纤维和天然纤维相比，腈纶非常有弹性。因为其成本低于羊毛，腈纶广泛用于制造服装。然而，其面料容易起毛和毛球，不过目前已研制出抗起毛的种类。腈纶可机洗，颜色良好，可洗涤，低过敏性，最终用途包括袜子，帽子，手套，围巾，毛衣，针织衣服，家居布料和遮阳篷。腈纶也用来制作假毛皮。
腈纶作为一种合成纤维，衣蛾幼虫无法消化。但是与羊毛等纤维混合的腈纶面料则有可能被衣蛾破坏。腈纶相对天然纤维也有不足。例如，它常常需要预热才能变得柔软，作为羊毛替代品，在潮湿环境下其保暖性略逊一筹。有些手工编织者认为腈纶不便于编织，因为其缺乏拉伸感。此外，它比天然纤维更易燃，因此对于婴儿和儿童制用品应谨慎使用。